# Jahrbuch Politisches Denken
Das Jahrbuch Politisches Denken ist eine 1991 begründete, jährlich erscheinende geistes- und sozialwissenschaftliche Fachzeitschrift mit politischem und politiktheoretischem Schwerpunkt.
Herausgegeben wird das Jahrbuch von Hans-Christof Kraus, Frank-Lothar Kroll, Peter Nitschke, Eva Odzuck und Martin Schwarz. Seit 2004 erscheint das Jahrbuch im Verlag Duncker & Humblot; zuvor erschien es im Verlag Metzler. Es ist u. a. das Publikationsorgan der Deutschen Gesellschaft zur Erforschung des Politischen Denkens (DGEPD).
Das Jahrbuch versammelt Beiträge „mit historischem und aktuellem Bezugspunkt“ aus allen geistes- und sozialwissenschaftlichen Disziplinen sowie Rezensionen. Sein Anspruch besteht darin, politisches Denken in Wissenschaft und Gesellschaft zu befördern und dieses zwischen den beiden zu vermitteln. In unregelmäßigen Abständen erscheinen Sonderhefte zur Publikation von Tagungsbeiträgen. Seit 2011 durchlaufen alle zur Veröffentlichung eingereichten Manuskripte ein Peer-Review-Verfahren. Im Jahr 2019 wurde die Publikation vom klassischen Jahrbuch hin zur forschungsorientierten Zeitschrift weiterentwickelt.
Dem Wissenschaftlichen Beirat des Jahrbuchs gehören bzw. gehörten an:
Karl Dietrich Bracher († 2016), Reinhard Brandt, Manfred Brocker, John Dunn (Cambridge), Iring Fetscher († 2014), Wilhelm Hennis († 2012), Dieter Henrich, Otfried Höffe, Hasso Hofmann († 2021), Nikolaus Lobkowicz († 2019), Hermann Lübbe, Odo Marquard († 2015), Kenneth Minogue (London), J. G. A. Pocock (Hopkins University), Melvin Richter (New York), Quentin Skinner (Cambridge) und Michael Stolleis († 2021).